# Миколай Ґрабя
Миколай Ґрабя з Ґрабіц гербу Граблі (нар. бл. 1500 — пом. 1 липня 1549) — польський державний діяч, підкоморій сєрадзький (1534–?1544), каштелян холмський (1543–1549), підканцлер коронний (1547–1549).

## Життєпис
Народився близько 1500 року в сім'ї Броніша Ґрабя з Ґрабіц. Мав брата Єроніма і сестру Ядвігу.
З дружиною Ядвігою Олешніцькою мав 6 синів — Броніслава, Яна, Войцеха, Миколая, Єроніма, Вавжинця; і доньку Анну.
Посідав різні земські та центральні уряди: придворного королеви Бони, писаря королівського (1527), підкоморія сєрадзького (1534–?1544), войського (1540–1544) і каштеляна холмського (1544–1549), підканцлера коронного (1547–1549), старости любомльського. Серед інших, підписав локаційний привілей міста Лешно